# FINA Water Polo World Cup 1999 (maschile)
La Coppa del Mondo maschile di pallanuoto 1999 è stata l'11ª edizione della manifestazione che fino ad allora veniva organizzata ogni due anni dalla FINA, per poi passare a cadenza quadriennale a partire dal 2002. Le nazioni partecipanti venivano scelte fra le 8 prime classificate del campionato mondiale precedente.
Tale manifestazione servì anche per stabilire quali squadre si sarebbero qualificate per i Giochi Olimpici 2000 anch'essi da disputarsi a Sydney (Australia). Le prime tre avrebbero ottenuto tale qualificazione, mentre le altre (ad eccezione dell'Australia, qualificata di diritto come paese ospitante) avrebbero dovuto svolgere un torneo di qualificazione.

## Squadre partecipanti
Le squadre sono elencate secondo l'ordine di classifica del campionato mondiale 1998.
- Spagna
- Ungheria
- Jugoslavia
- Australia
- Italia
- Russia
- Stati Uniti
- Grecia

## Formula
Le 8 squadre partecipanti vengono suddivise in due gironi da quattro squadre ciascuno. Ciascuna squadra affronta le altre tre incluse nel proprio girone una sola volta, per un totale di tre partite per ciascuna squadra. Alla fine di tale fase le prime due di ciascun girone disputano le semifinali ad incrocio (1ª del gruppo A vs. 2ª del gruppo B e viceversa). Terze e quarte si sfidano per i posti dal 5º all'8º.

## Turno preliminare

### Gruppo A
|   | Squadra    | Pts | G | V | N | P | GF | GS | DR  |
| - | ---------- | --- | - | - | - | - | -- | -- | --- |
| 1 | Ungheria   | 4   | 3 | 2 | 0 | 1 | 31 | 17 | +14 |
| 2 | Italia     | 4   | 3 | 2 | 0 | 1 | 21 | 21 | 0   |
| 3 | Jugoslavia | 4   | 3 | 2 | 0 | 1 | 19 | 20 | -1  |
| 4 | Grecia     | 0   | 3 | 0 | 0 | 3 | 13 | 26 | -13 |

28 settembre
| Italia     | 10 – 8 | Ungheria |
| Jugoslavia | 8 – 4  | Grecia   |

29 settembre
| Ungheria | 11 – 3 | Jugoslavia |
| Italia   | 6 – 5  | Grecia     |

30 settembre
| Jugoslavia | 8 – 5  | Italia |
| Ungheria   | 12 – 4 | Grecia |

### Gruppo B
|   | Squadra     | Pts | G | V | N | P | GF | GS | DR |
| - | ----------- | --- | - | - | - | - | -- | -- | -- |
| 1 | Russia      | 4   | 3 | 2 | 0 | 1 | 26 | 25 | +1 |
| 2 | Spagna      | 4   | 3 | 2 | 0 | 1 | 23 | 22 | +1 |
| 3 | Stati Uniti | 4   | 3 | 2 | 0 | 1 | 22 | 20 | +2 |
| 4 | Australia   | 0   | 3 | 0 | 0 | 3 | 18 | 22 | -4 |

28 settembre
| Spagna | 9 – 6  | Stati Uniti |
| Russia | 10 – 9 | Australia   |

29 settembre
| Russia      | 9 – 8 | Spagna    |
| Stati Uniti | 6 – 4 | Australia |

30 settembre
| Stati Uniti | 8 – 7 | Russia    |
| Spagna      | 6 – 5 | Australia |

## Fase finale

### Semifinali
2 ottobre
| Jugoslavia  | 7 – 5  | Australia |
| Stati Uniti | 10 – 4 | Grecia    |

| Ungheria | 8 – 4 | Spagna |
| Italia   | 7 – 5 | Russia |

### Finale 7º-8º posto
3 ottobre
| Grecia | 10 – 9 | Australia |

### Finale 5º-6º posto
3 ottobre
| Jugoslavia | 8 – 4 | Stati Uniti |

### Finale 3º-4º posto
3 ottobre
| Spagna | 9 – 8 | Russia |

### Finale
3 ottobre
| Ungheria | 5 – 3 | Italia |

## Classifica finale
| Vincitore Coppa del Mondo (3º titolo) | Vincitore Coppa del Mondo (3º titolo) |
| ------------------------------------- | ------------------------------------- |
| UNGHERIA                              |                                       |
| Posizione                             | Squadra                               |
| 2                                     | Italia                                |
| 3                                     | Spagna                                |
| 4                                     | Russia                                |
| 5                                     | Jugoslavia                            |
| 6                                     | Stati Uniti                           |
| 7                                     | Grecia                                |
| 8                                     | Australia                             |

- Ungheria, Italia e Spagna qualificate ai Giochi Olimpici 2000.